# Glavatsi
Glavatsi (Главаци) est un village de Bulgarie, situé au sud de Krivodol dans l’oblast de Vratsa.

## Géographie
Glavatsi est situé à 18 km à l'ouest de Vratsa, sur la rive droite de la rivière Botunya (pl). Ses voisins sont les villages de Kravoder (nl) à l'est, Dolno Ozirovo (en) et Stoyanovo (en) au sud, BotunyaBotunea (ro) à l'ouest et Sumer (en) au nord.

## Institutions publiques
Le premier coup de pioche a été fait pour la construction d'une chapelle, qui s'appellera "St. Petka Paraskeva".

## Repères culturels et naturels
De nombreuses grottes et réservoirs (barrages) et une rivière offrant de bonnes conditions de pêche se trouvent à Glavatsi.